# Project Firestart
Project Firestart - компьютерная игра в жанре survival horror, разработанная компанией Dynamix для консоли Commodore 64. Выпущена Electronic Arts в 1989 году. В игре присутствуют элементы жанра ужасов, а сама история имеет несколько путей развития и окончаний.
IGN назвали игру первым «полностью сформировавшимся видением жанра survival horror, каким мы его знаем сегодня», ссылаясь на баланс игрового процесса между боевиком и приключением, ограниченный боезапас, слабое оружие, уязвимого главного героя, ощущение изоляции, насилие, исследование окружающего мира, катсцены, подачу истории через журналы и записи, а также использование скриптовых сцен - элементов, присущих более поздним представителям жанра.

## Игровой процесс
Игра представляет собой приключенческий сайдскроллер с элементами псевдотрехмерного окружения. Персонаж способен перемещаться, в основном, в двухмерном пространстве, но некоторые области имитируют трехмерное пространство с возможностью перемещаться «вверх» и «вниз». Основными занятиями игрока являются поиски пути дальнейшего продвижения и бои с монстрами. В бою герой использует лазерную пушку, чей боезапас ограничен. На уровнях можно найти более мощное оружие.
Подача сюжета происходит с помощью журналов и записей, которые игрок может прочесть в компьютерах и терминалах. Из них можно узнать предысторию событий игры, а также некоторые детали, которые могут послужить подсказками в прохождении. Другая особенность игры - наличие скриптовых сцен. Если игрок достигает определенного участка локации, игра останавливается, а на экране появляется небольшой ролик. То же самое происходит при встрече с монстрами: если рядом враг, начинает играть тревожная музыка.

## Сюжет
События игры разворачиваются в 2061 год. Главный герой - агент USS Джон Хокинг, отправляется на исследовательский корабль «Прометей», расположенный на орбите Титана. Хокинг должен связаться с членами проекта Firestart, которые перестали выходить на связь с Землей. По предварительным данным USS, проект может представлять угрозу для человечества, поэтому герой должен добыть все научные данные и взорвать корабль. В случае неудачи, USS уничтожат корабль лично.
На борту «Прометея» герой обнаруживает, что весь экипаж был убит, а сам корабль заполонили враждебные существа. Из научных журналов Джон узнает, что проект Firestar был программой по генной инженерии. Главная задача проекта состояла в создании существ, способных выполнять трудовую деятельность в экстремальных условиях. Позже герой выясняет, что один из ученых - доктор Аннар, тайно изменил ДНК существ, чтобы создать таким образом супер-солдат. Но существа оказались чрезмерно агрессивными и способными к бесполому размножению. Экипаж корабля был обречен. Сам доктор выжил благодаря погружению в криосон. Когда Джон прибывает на корабль, доктор просыпается, после чего пытается помешать герою. В живых также оказывается Мэри - ученый из проекта Firestart, которая выжила благодаря погружению в анабиоз.
Хокинг запускает систему самоуничтожения и бежит с корабля. Тем временем существа порождают ещё одного большого белого монстра, который атакует их. Монстр охотится за Хокингом, который обнаруживает, что существо неуязвимо к атакам обычного оружия. Герой может попытаться уничтожить монстра, используя заметки ученых об уязвимостях существ, или просто покинуть корабль до взрыва.
В игре предусмотрено несколько вариантов окончания:
- Если игрок спасет Мэри и заберет научный журнал, то герой покинет корабль. На борту челнока на Хокинга нападает Аннар, который не желает, чтобы кто-то узнал о его экспериментах. Если игрок вовремя атакует доктора, Хокинг убьет Аннара. Позже к нему присоединяется Мэри, и герои спасаются.
- Если игрок забрал журнал, но не спас Мэри, концовка повторит предыдущую. Единственное отличие - герой спасается один.
- Если в схватке с доктором игрок не успеет вовремя атаковать, Аннар убьет Джона и сбежит с журналом, чтобы продолжить свои исследования.
- Если игрок не заберет журнал, начальник Хокинга отчитает его за трусость и неудачное выполнение задания.
- Если герой погибнет на борту «Прометея», USS дистанционно уничтожит станцию и всех, кто был на ней.

## Отзывы
На момент выхода игра получила положительные отзывы. Известный игровой журнал Zzap!64 дал игре 91%: «Project Firestart доверху набита напряженной, тонкой, леденящей атмосферой, создающей виртуальный эпик». Commodore Power/Play оценил игру в 78 баллов, отметив, что игру «характеризует невероятно густая атмосфера», но в то же время критикуя систему частой смены дисков во время игры. Журнал Computer Gaming World заявили, что игра вышла за пределы традиционной формы приключенческого боевика: «Хотя игра может разочаровать преданных поклонников приключенческих и ролевых игр, так как экшн здесь медленный, а ролевой системы нет, это правильное сочетание музыки, графики, принятия решений, действия, подсказок, сюжета и даже романтики».
Хотя игра не стала коммерчески успешной, вокруг нее сформировался своеобразный культ. На сайте Lemon64 она заняла 21 место среди лучших игр для Commodore 64.